# To Vima
To Vima är en grekisk dagstidning som började publiceras 1922 av Dimitris Lambrakis. Tidningen ägs numera av Lambrakis Press Group som också äger tidningen Ta Nea. Bland de politiker som skrivit för tidningen märks Georgios Papandreou, Andreas Papandreou, Eleftherios Venizelos och Konstantinos Karamanlis.